# Oriopsis paramobilis
Oriopsis paramobilis är en ringmaskart som beskrevs av Rouse 1994. Oriopsis paramobilis ingår i släktet Oriopsis och familjen Sabellidae.
Artens utbredningsområde är Aldabra. Inga underarter finns listade i Catalogue of Life.